# هوبرت اشتون
هوبرت اشتون (انگلیسی: Hubert Ashton; ۱۳ فوریهٔ ۱۸۹۸ – ۱۷ ژوئن ۱۹۷۹) سیاستمدار، بازیکن کریکت، و بازیکن فوتبال اهل بریتانیا بود.
وی همچنین برندهٔ جوایزی همچون صلیب نظامی شده‌است.
از باشگاه‌هایی که در آن بازی کرده‌است می‌توان به باشگاه فوتبال بریستول راورز، باشگاه فوتبال وست برومویچ آلبیون، و باشگاه فوتبال لیتون اورینت اشاره کرد.